# Amarant de Moissac
Amarant de Moissac (Sud de França?, mitjan segle VII - Albi, 722) va ser un monjo benedictí, abat de Moissac i bisbe d'Albi. És venerat com a sant de l'Església catòlica. Amarandus va ser un monjo benedictí a Moissac (actual Tarn i Garona), on fou elegit abat després de Patern i fins al 689-700, quan fou nomenat bisbe d'Albi. Va ocupar la seu succeint Citruí, abans de la invasió musulmana de la ciutat i sostenint el setge de la ciutat. Fou succeït en 722 per Hug I.